# Fuente de Buckingham

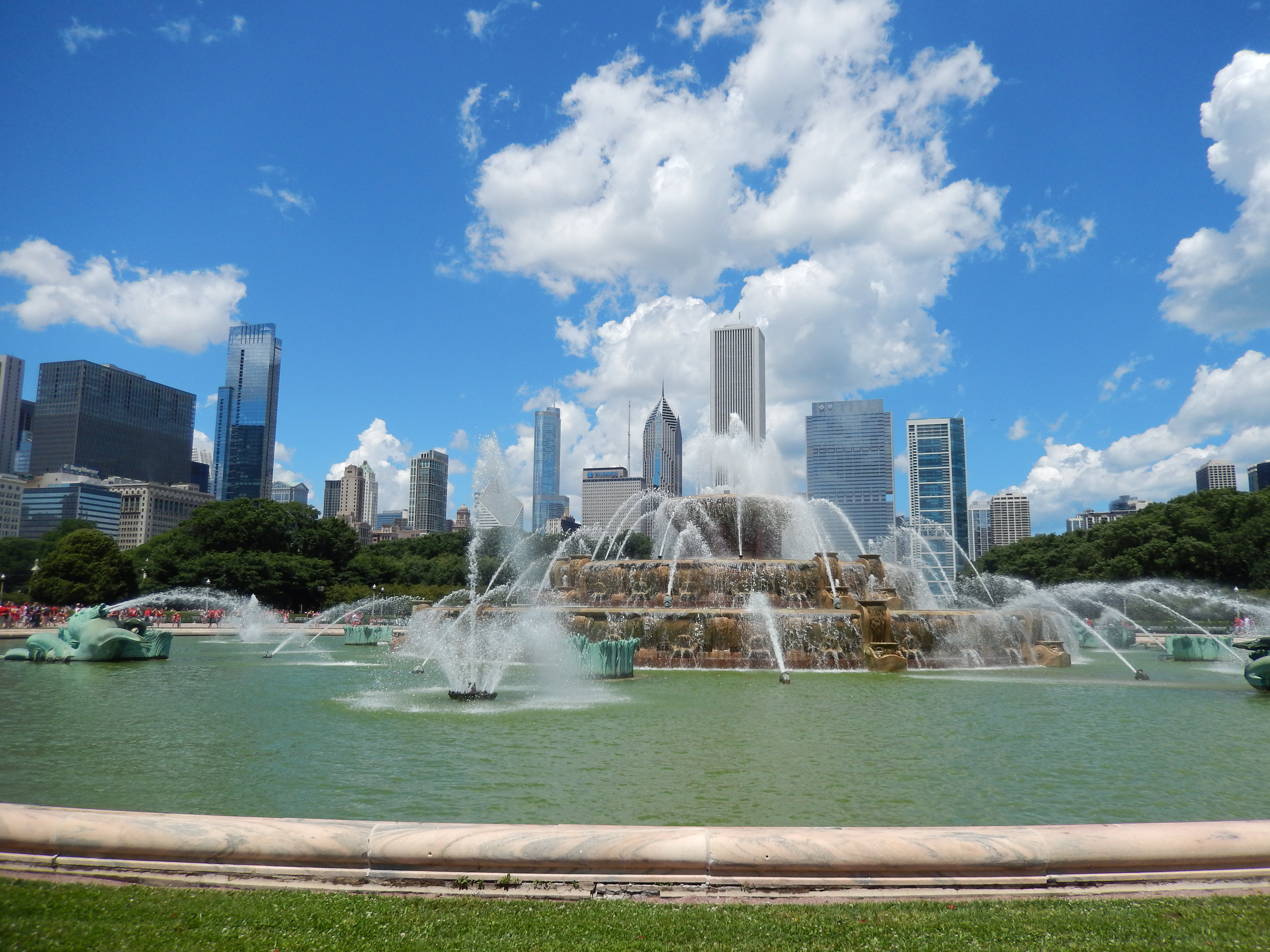
Fuente de Buckingham en Chicago

La Fuente de Buckingham (Buckingham Fountain en inglés) es uno de los monumentos más importantes de la ciudad estadounidense de Chicago. Inaugurada en 1927 y ubicada dentro del Parque Grant (en la intersección de las calles Columbus Drive y Congress Parkway), es una importante atracción turística reconocida por sus fuentes en forma de estatuas de caballos.
L fuente fue diseñada por Edward H. Bennett, uno de los coautores del Plan de Chicago. Inspirada en la fuente de Latona del Palacio de Versalles, esta fuente de estilo rococó (similar a un pastel de bodas) una de las fuentes más grandes del mundo. De abril a octubre, en el lugar hay shows de agua y shows nocturnos de iluminación. En el invierno, la fuente está inactiva, pero está decorada con luces de festival.
La fuente fue una idea de Kate Buckingham, una conocida mecenas cultural de Chicago, que la hizo construir en 1927 en memoria de su hermano Clarence. Por esa razón su nombre completo es Fuente Memorial a Clarence Buckingham (Clarence Buckingham Memorial Fountain en inglés). Buckingham no solo donó la fuente a la ciudad sino que además financió con 300.000 dólares un fondo para que se encargara del mantenimiento de la misma. En la actualidad, dicho fondo es administrado por el Instituto de Arte de Chicago.
Construida con mármol rosado de Georgia y con 85 metros de diámetro, la fuente de Buckingham representa alegóricamente al lago Míchigan. En la fuente hay 4 estatuas de caballos que simbolizan a los 4 estados que rodean dicho lago: Wisconsin, Michigan, Indiana e Illinois.